# Neuroepitelio
El neuroepitelio es el epitelio que recubre las cavidades ventriculares del cerebro y el conducto ependimario de la médula espinal, estructuras ambas del sistema nervioso central. En la fase de proliferación embrionaria, el neuroepitelio (también llamado neuroepitelio embrionario, para distinguirlo del que está presente en los organismos adultos) constituye la matriz que dará lugar a todas las células nerviosas. En un sentido más amplio, se denomina neuroepitelio al epitelio de cualquier órgano nervioso, en especial al de los órganos de los sentidos. Sin embargo, el epitelio sensorial es complejo y no todos sus componentes están integrados por células nerviosas (neuronas), como por ejemplo las células pigmentadas de la capa pigmentaria de la retina.

## Neuroepitelio y desarrollo embrionario
Las células del neuroepitelio de la placa neural y del tubo neural reciben información posicional codificada por gradientes de difusión de moléculas de señalización producidas por la expresión de genes. Las señales moleculares producidas (también llamadas señales morfogenéticas) se difunden por el neuroepitelio y actúan sobre diferentes receptores de sus células, dando lugar a la expresión de factores de transcripción específicos. De esta manera, en el neuroepitelio se originan diversas regiones (denominadas campos de desarrollo), cada una de las cuales contiene el esbozo de un área concreta del cerebro. Este proceso recibe el nombre genérico de regionalización.